# Arqueta de San Genadio

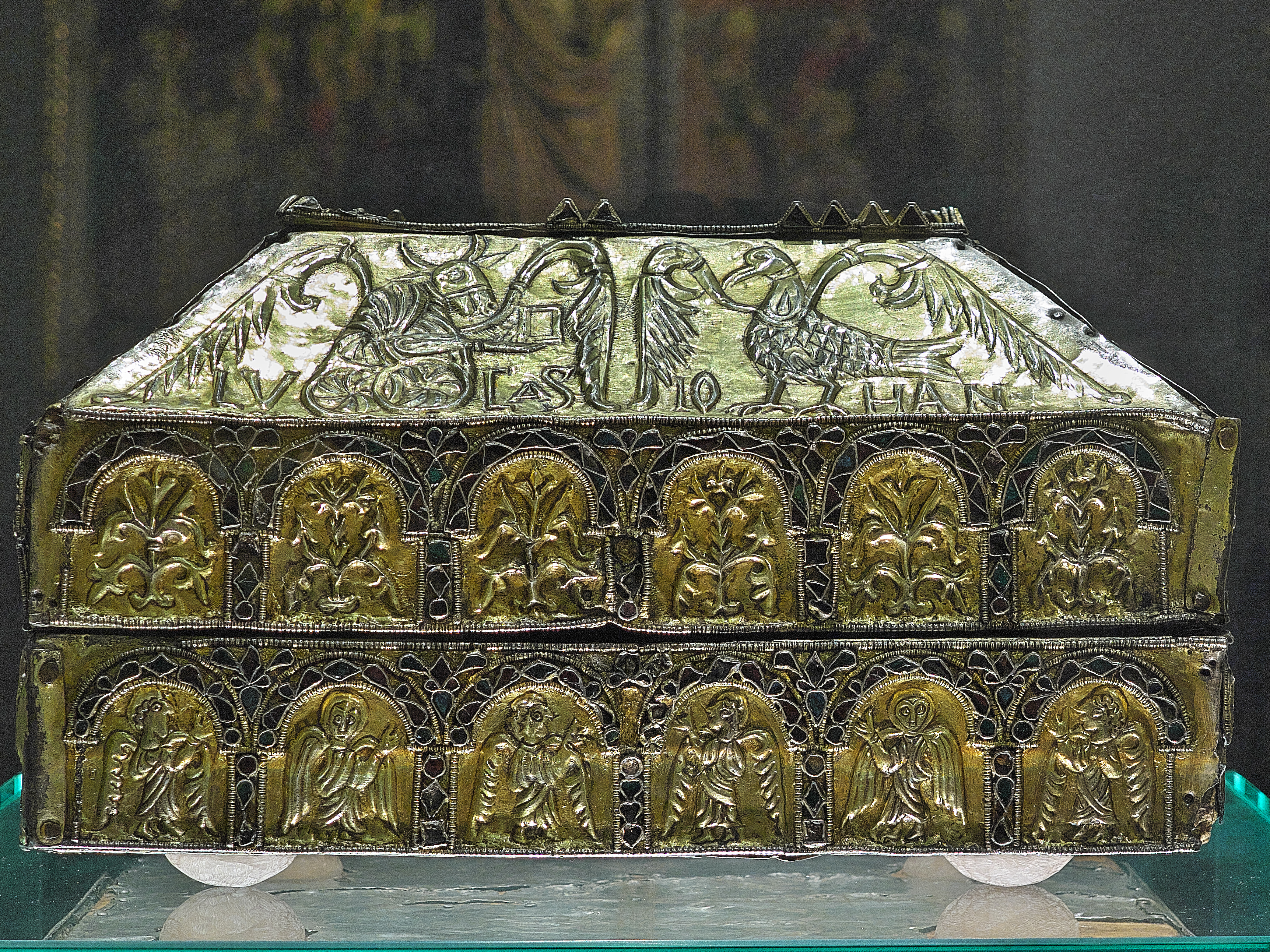
Arqueta de San Genadio

La arqueta de San Genadio fue donada por Alfonso III el Magno, rey de Asturias, a San Genadio, obispo de Astorga, y está considerada, junto con la caja de las Ágatas, la cruz de la Victoria y la cruz de los Ángeles, una la de las cuatro obras cumbres de la orfebrería prerrománica asturiana. Fue realizada a principios del siglo X, y en la actualidad es expuesta al público en el museo de la catedral de Astorga.

## Historia
La arqueta de San Genadio fue donada por Alfonso III el Magno, rey de Asturias, a san Genadio, obispo de Astorga entre los años 900 y 919. Diversos autores señalan que en un principio, posiblemente fuese destinada a guardar la reserva de la Eucaristía, y como tal estuvo en 1952 en el Congreso Eucarístico Internacional de 1952, celebrado en la ciudad de Barcelona. Posteriormente fue destinada a ser relicario.
Ha sido estudiada y descrita por numerosos historiadores del arte.

## Descripción
Las dimensiones de la arqueta-relicario de San Genadio son de 16 centímetros de altura, 31 centímetros de anchura en la base y 19 en la tapa, y 26 centímetros de profundidad. 
El alma de la arqueta es de madera, y está recubierta por cinco placas de plata repujada y sobredorada. La arqueta tiene forma de prisma rectangular, y se abre por la mitad. En los laterales exteriores de la arqueta aparecen dos niveles, divididos por la apertura que separa la tapa de la caja, en los que se encuentran sendas arquerías de medio punto rebajado, semejantes a los que aparecen en la iglesia de San Miguel de Lillo, y las roscas, apoyos y enjutas están decoradas con vidrios tabicados de colores verde, rojo o azul, de distintas formas y tamaños. En la arquería superior, que corresponde a la tapa del arca, aparecen representados árboles estilizados en el interior de los arcos, que cobijan a aquellos. En el nivel inferior de la arquería, que corresponde a la caja de la arqueta, aparecen catorce ángeles con las alas plegadas, dispuestos de frente o de perfil, con el brazo derecho o el izquierdo alzado, y todos ellos en actitud de oración y de alabanza.
La base de la arqueta es de forma rectangular, y han desaparecido los cuatro casquetes de plata, colocados en sus esquinas, sobre los que se elevaba. En la base de la arqueta se encuentra repujada, aunque sin haber sido dorada, la imagen de la cruz de la Victoria, que fue donada por Alfonso III el Magno y por su esposa a la catedral de San Salvador de Oviedo en el año 908. De los brazos laterales de la cruz de la Victoria cuelgan los símbolos de alfa y omega, dando con ello al conjunto de la arqueta un sentido religioso y político. En la cumbre, y rodeado de restos de crestería almenada cordobesa, aparece representado el Cordero místico del Apocalipsis, sosteniendo una cruz, con la inscripción AGNUS, colocada sobre el lomo del Cordero, y DEI, colocada entre sus patas. A ambos lados del Cordero, y rindiéndole homenaje, aparecen grabados los nombres de los monarcas que donaron la arqueta, ADEFONSUS REX y SCEMENA REGINA, es decir, Alfonso III el Magno y su esposa, la reina Jimena de Asturias.
En el remate frontal de la tapa aparecen representadas dos figuras. En el lado izquierdo se encuentra grabado el nombre LVCAS, y junto a él aparece colocado el toro, símbolo del evangelista San Lucas, y va sobre dos ruedas helicoidales con radios curvos. En el lado derecho aparece grabada la inscripción IOHAN, y junto a ella aparece un águila con las alas extendidas, símbolo de San Juan Evangelista. En los otros lados del remate de la tapa aparecerían representados en el pasado los otros dos evangelistas, San Marcos y San Mateo, aunque, según refieren algunos autores, sus símbolos ya habrían desaparecido en el siglo XVIII, cuando fue colocada la inscripción «s. Mrs. Diodoro y Deodato», en señal de que en esos momentos la arqueta de San Genadio guardaba en su interior diferentes reliquias de ambos mártires. También en el siglo XVIII fue colocada una cerradura en uno de los laterales de la arqueta, que permitía su cierre.
En uno de los lados menores de la tapa aparece la figura del arcángel San Gabriel, acompañada por la inscripción GABRIHEL, y en el otro lado aparece un ángel, acompañado por la inscripción ANGELVS.